# Arrondissement Lutych
Arrondissement Lutych (francouzsky: Arrondissement de Liège; nizozemsky: Arrondissement Luik) je jeden ze čtyř arrondissementů (okresů) v provincii Lutych v Belgii.
Jedná se o politický a zároveň soudní okres. Soudní okres Lutych také zahrnuje 9 obcí politického okresu Waremme. Obec Comblain-au-Pont, přestože leží v politickém okrese Lutych, spadá pod soudní okres Huy.

## Obyvatelstvo
Počet obyvatel k 1. lednu 2017 činil 622 841 obyvatel. Rozloha okresu činí 796,87 km².

## Obce
Okres Lutych sestává z těchto obcí:
- Ans
- Awans
- Aywaille
- Beyne-Heusay
- Bassenge
- Blegny
- Chaudfontaine
- Comblain-au-Pont
- Dalhem
- Esneux
- Flémalle
- Fléron
- Grâce-Hollogne
- Herstal
- Juprelle
- Lutych
- Neupré
- Oupeye
- Saint-Nicolas
- Seraing
- Soumagne
- Sprimont
- Trooz
- Visé